# Жосеф Ван Ингелгем
Жосеф Ван Ингелгем је белгијски фудбалер рођен 23. јануара 1912 у Жети, умро 29. маја 1989.  Био је дефанзивац за Моленбек, одакле је изабран као члан белгијске репрезентације 1932. Играо је једанаест пута за Црвене Ђаволе, до 1934.